# Valery Tscheplanowa
Valery Tscheplanowa (* 7. März 1980 in Kasan, Sowjetunion; eigentlich Veronika Walerjewna Tscheplanowa, russisch Вероника Валерьевна Чепланова) ist eine deutsche Schauspielerin, Sängerin und Schriftstellerin.

## Leben
Veronika Tscheplanowa wuchs bei ihren Eltern in Kasan und bei ihrer Urgroßmutter auf dem Land auf. Ihr früh verstorbener Vater hatte in ihr im Vorschulalter die Liebe zu seiner Profession, der Mathematik, geweckt. Später machte sie seinen Vornamen Valery (Валерий) zu dem ihren.
Als Tscheplanowa acht Jahre alt war, lernte ihre Mutter bei ihrer Arbeit als Dolmetscherin einen Alleinunterhalter kennen, den es nach einer wechselvollen Karriere an die Wolga verschlagen hatte. Sie heiratete ihn und folgte ihm – auch um ihrer kränkelnden Tochter bessere Lebensbedingungen zu ermöglichen – nach Deutschland. Fünf Jahre später trennte sie sich von ihm und war fortan alleinerziehende Mutter.
Bei Ankunft in Deutschland hatte sie die sprachliche und soziale Integration ihrer Tochter auf ungewöhnliche Weise forciert. Vom dritten Tag an, so Tscheplanowa, habe sie kein Russisch mehr mit ihr gesprochen und sie einer Schar deutscher Kinder „ausgehändigt“ mit der Maßgabe, der Achtjährigen Deutsch beizubringen. Geglückt sei das Experiment unter anderem dadurch, dass zwischen ihr und ihrer Mutter ein auf Liebe und Vertrauen basierendes Verhältnis bestanden habe. Zwar sei sie für ein halbes Jahr verstummt, habe dann aber, als sie zu reden begann, sofort ein akzentfreies Deutsch gesprochen. Ihre Muttersprache sei danach für einige Jahre völlig verschüttet gewesen, durch einen Studienaufenthalt in Russland jedoch zur Gänze wieder zurückgekehrt.
Tscheplanowa lebt in Berlin.

## Künstlerischer Werdegang
Tscheplanowa begann ihre Ausbildung im Alter von 17 an der Palucca Schule Dresden als Tänzerin. Ab 1999 studierte sie Puppenspiel an der Berliner Hochschule Ernst Busch und wechselte dort nach drei Semestern ins Schauspielfach. Diesen Studiengang schloss sie 2005 ab.
Von 2006 bis 2009 war Tscheplanowa festes Ensemble-Mitglied des Deutschen Theaters Berlin und spielte dort unter anderem in Inszenierungen von Dimiter Gotscheff und Jürgen Gosch. 2009 wechselte sie ans Schauspiel Frankfurt, 2013 ans  Residenztheater München. Seit 2017, mit ihrem Engagement als Gretchen in Frank Castorfs Faust-Inszenierung an der Volksbühne Berlin, ist sie freischaffend.
Rückblickend meint Tscheplanowa, es sei die Liebe zur Sprache gewesen, die sie zum Theater geführt habe; die Schauspielkunst selbst gebe ihr die Möglichkeit, die Sprache noch lebendiger werden zu lassen. Ihrer Ausbildung im Puppenspiel misst sie heute einen hohen Stellenwert bei; so, wie sie gelernt habe, eine Puppe zu führen, baue sie als Schauspielerin auch die Figuren auf, die sie auf der Bühne verkörpere. Das helfe ihr nicht zuletzt bei der Darstellung von Männerrollen, die sie von Anfang an anvisierte (mit Büchners Leonce hatte sie am Deutschen Theater vorgesprochen) und die sie später auch bekam (unter anderem Tasso und Franz Mohr). Die Chance, eine Inszenierung über eine lange Zeit spielen zu können – Heiner Müllers Hamletmaschine unter der Regie von Dimiter Gotscheff beispielsweise lief sieben Jahre – schätzt sie als besonderes Privileg ihres Berufsstands; die Erfahrungen, die die Darsteller zwischenzeitlich machten, könnten dazu führen, dass jede weitere Vorstellung zu einer echten Neubegegnung werde und sich dadurch von der vorherigen stark unterscheide.
Befragt, welche Art von Regisseur sie bevorzuge, meint Tscheplanowa: jemand mit einer starken eigenen Handschrift und der Fähigkeit, diese auch dem Schauspieler zuzugestehen. Diese doppelte Qualität kleidet sie in ein Bild: Der Regisseur baue das Haus und räume dem Schauspieler die Möglichkeit ein, es zu beziehen und einzurichten. Dimiter Gotscheff und Frank Castorf nennt Tscheplanowa namentlich als diejenigen Regisseure, bei denen sie gefunden habe, was sie suche. Castorf beispielsweise habe die russischen Impulse, die sie einbringe, erkannt und gefördert. Erst unter ihm, an der Berliner Volksbühne, sei sie „wirklich angekommen“ als Russin in Deutschland.
Zu Beginn ihrer Schauspielkarriere wollte Tscheplanowa sehr viel lieber auf der Bühne stehen als vor der Kamera. Inzwischen sucht sie auch verstärkt nach Angeboten aus der Filmbranche. Dem Fernsehpublikum ist sie bislang vor allem durch ihre Rolle als Gina Lombard in der TV-Serie Doktor Martin bekannt. In Speed Racer von Lilly und Lana Wachowski wirkte sie 2008 erstmals in einer Kinoproduktion mit. 
Tscheplanowa tritt außerdem als Sängerin, insbesondere als Fassbinder-Interpretin, in Erscheinung und wirkt in Hörspielproduktionen mit. Für die Lesung des Buchs Der Tag, an dem mein Großvater ein Held war von Paulus Hochgatterer wurde sie 2018 mit dem Deutschen Hörbuchpreis als „Beste Interpretin“ ausgezeichnet.
Im Mai 2018 wurde Tscheplanowa als neues Mitglied in die Sektion Darstellende Kunst der Berliner Akademie der Künste gewählt.

## Filmografie (Auswahl)
- 2007: Küstenwache (Fernsehserie, Folge 10x12 Verschwunden)
- 2008: Speed Racer
- 2009: Doktor Martin
- 2009: Whisky mit Wodka
- 2010: Im Angesicht des Verbrechens
- 2010: Minusland (Kurzfilm von Katharina Wyss)
- 2011: Über uns das All
- 2012: Der Turm
- 2014: Stereo
- 2017: Son of Sofia
- 2018: Tatort: Tiere der Großstadt
- 2019: Der Zürich-Krimi: Borchert und die mörderische Gier
- 2019: Was wir wussten – Risiko Pille
- 2021: Das Haus
- 2021: Trümmermädchen
- 2021: Die Diplomatin – Mord in St. Petersburg
- 2021–2022: Vorstadtweiber (Fernsehserie)[6]
- 2022: Echo
- 2022: Broll + Baroni – Für immer tot (Fernsehfilm)
- 2022–2023: Das Haus der Träume (Fernsehserie, 12 Folgen)
- 2023: Tatort: Du bleibst hier (Fernsehreihe)
- 2023: Der Metzger traut sich (Fernsehfilm)
- 2023: Wolfsland (Fernsehserie, Folge 1x14 Tote schlafen schlecht)

## Theater (Auswahl)
Deutsches Theater Berlin:
- 2006: Volpone – Regie: Dimiter Gotscheff
- 2006: Die Fledermaus – Regie: Michael Thalheimer
- 2006: Die bitteren Tränen der Petra von Kant – Regie: Philipp Preuss
- 2007: Die Hamletmaschine – Regie Dimitr Gotscheff
- 2008: Das Pulverfass – Regie: Dimiter Gotscheff
- 2009: Persona – Regie: Philipp Preuss
- 2009: Idomeneus – Regie: Jürgen Gosch

Schauspiel Frankfurt:
- 2009: M.E.Z. – Regie: Karoline Behrens
- 2009: Remake::Rosemarie  – Konzept und Regie: Bernhard Mikeska, Text: Lothar Kittstein
- 2010: Der Diener zweier Herren – Regie: Andreas Kriegenburg
- 2010: Cabaret – Regie: Michael Simon
- 2010: Alice im Wunderland – Regie: Philipp Preuss
- 2010: Sozialistische Schauspieler sind schwerer von der Idee eines Regisseurs zu überzeugen – Regie: René Pollesch
- 2010: Mein Kampf – Regie: Amélie Niermeyer
- 2011: Maria Stuart – Regie: Michael Thalheimer
- 2011: Stella – Regie: Andreas Kriegenburg
- 2012: Käthchen von Heilbronn – Regie: Philipp Preuss
- 2012: Salome – Regie: Günter Krämer
- 2012: Faust II – Regie: Günter Krämer

Residenztheater München
- 2013: Zement von Heiner Müller – Njurka – Regie: Dimiter Gotscheff
- 2015: Der Bau von Franz Kafka – Baubewohner – Regie: Jakub Gawlik (Marstall)
- 2015: The Land in Kooperation mit Peeping Tom Company – Regie; Gabriela Carrizo (Cuvilliéstheater)
- 2015: Torquato Tasso von Johann Wolfgang von Goethe – Torquato Tasso – Regie: Philipp Preuss
- 2015: The Dark Ages – Regie: Milo Rau (Marstall)
- 2016: Hexenjagd von Arthur Miller – Abigail Williams – Regie: Tina Lanik
- 2016: Die Abenteuer des guten Soldaten Švejk im ersten Weltkrieg nach Jaroslav Hašek – Schwarze Witwe – Regie: Frank Castorf
- 2016: Die Räuber von Friedrich von Schiller – Franz Moor – Regie: Ulrich Rasche
- 2016: ReMIX. Africa in Translation goes München – Lesung (Marstall)
- 2016: Antigone von Sophokles – Antigone – Regie: Hans Neuenfels
- 2017: Der Eindringling von Maurice Maeterlinck – Die Magd – Regie: Hannes Köpke (Marstallplan)

Volksbühne Berlin
- 2017: Faust – Regie: Frank Castorf

Salzburger Festspiele
- 2018:  Aischylos Die Perser – Chor des persischen Ältestenrates/Dareios’ Geist – Regie: Ulrich Rasche
- 2019: Jedermann – Buhlschaft – Regie: Michael Sturminger
- 2023: Nathan der Weise – Nathan – Regie: Ulrich Rasche

## Bücher
- Das Pferd im Brunnen. Rowohlt Berlin, Berlin 2023, ISBN 978-3-7371-0184-4.

## Hörspiele
- Weg ins Leben von Mariannick Bellot, Deutschlandradio Kultur 2006
- Träumen von Koraljka Meštrovic, Deutschlandradio Kultur 2008
- Sudoku. Mathematiker sind anders, Feature von Jan Lublinski, WDR 2008
- Parikmacherscha – Die Friseuse von Sergej Medwedew, Deutschlandradio Kultur 2009
- Cap Ferret oder Die andere Seite des Bassins von Torsten Buchsteiner, Regie: Annette Kurth, WDR 2009
- Windräder Von Kurt Kreiler, Produktion: NDR 2010, Deutschlandfunk
- Elf Wochen und ein Tag Von Thomas Fritz, Produktion: Deutschlandradio Kultur 2012
- Salome – Die Befreiung einer Theaterfigur. Eine akustische Choreographie Von Evelyn Dörr, Produktion: Rundfunk Berlin-Brandenburg/ Deutschlandradio Kultur 2013
- Salome – Hohelied einer Dichtung. Eine akustische Choreographie 5.1 Von Evelyn Dörr, Produktion: Rundfunk Berlin-Brandenburg 2015
- Das Geräusch einer Schnecke beim Essen, Regie: Elisabeth Weilenmann nach Elisabeth Tova Bailey, Produktion: SRF 2017

## Hörbücher (Auswahl)
- 2019: Laetitia Colombani: Der Zopf (gemeinsam mit Eva Gosciejewicz & Andrea Sawatzki), Argon Verlag, ISBN 978-3-8398-9414-9
- 2020: Thomas Hettche: Herzfaden. Roman der Augsburger Puppenkiste (gemeinsam mit Christian Brückner), Argon Verlag, ISBN 978-3-8398-1817-6

## Auszeichnungen
- 2014: Alfred-Kerr-Darstellerpreis
- 2015: Bayerischer Kunstförderpreis
- 2017: Kunstpreis Berlin[7]
- 2017: Schauspielerin des Jahres[8]
- 2018: Ulrich-Wildgruber-Preis[9]
- 2018: Deutscher Hörbuchpreis in der Kategorie „Beste Interpretin“[4]
- 2024: Ordentliches Mitglied der Bayerischen Akademie der Schönen Künste, Abteilung Darstellende Kunst[10]